# Leo Boivin
Léo Joseph Boivin (Kanada, Ontario, Prescott, 1932. augusztus 2. – 2021. október 16.) kanadai jégkorongozó, aki tagja a Jégkorong Hírességek Csarnokának.

## Pályafutása
Komolyabb junior karrierjét a Port Arthur Bruinsben kezdte 1949–1950-ben és 1951-ig játszott ebben a csapatban. Felnőtt pályafutását 1951–1952-ben az AHL-es Pittsburgh Hornetsben kezdte és felhívták az NHL-ben a Toronto Maple Leafsben, de mindössze csak két mérkőzésen léphetett jégre. Az 1952–1955-ös szezon között azonban már teljes értékű csapattag lett a Toronto Maple Leafsnél. 
Az 1954–1955-ös szezonban csak hét mérkőzést játszott a Torontoban, mert átkerült a Boston Bruinsba, ahol a pályafutása döntő többségét játszotta. A Bruins csapatkapitánya volt 1963–1966 között. A Bostonban 1965–1966-os szezon közepéig játszott. Kétszer jutottak el a Stanley-kupa döntőjébe, de nem tudták megnyerni. Három All-Star Gálán is részt vett. Az 1965–1966-os szezon közepén a Detroit Red Wings csapatába került és a következő idény végéig maradt. Ekkor sem sikerült megnyernie a Stanleyt. 1967–1968-ban a Pittsburgh Penguinsbe került és a következő bajnoki idény feléig maradt itt. Ezután a Minnesota North Starshoz igazolt, de 1970-ben visszavonult. 
Sokak szerint az egyik legjobb védekező hátvédje volt a ligának. 1986-ban beválasztották a Hírességek Csarnokába. Az NHL-ben 1150 mérkőzésen lépett jégre.
A St. Louis Blues edzője volt 1975–1976-ban és a rájátszás első köréig jutottak. Majd újból a Blues 1977–1978-ban de ekkor már nagyon nem ment a csapatnak.

## Statisztika
| 1951–1952     | Toronto Maple Leafs   | NHL           | 2    | 0  | 1   | 1   | 0    | —  | — | —  | —  | —  |
| 1951–1952     | Pittsburgh Hornets    | AHL           | 30   | 2  | 3   | 5   | 32   | 10 | 0 | 1  | 1  | 16 |
| 1952–1953     | Toronto Maple Leafs   | NHL           | 70   | 2  | 13  | 15  | 97   | —  | — | —  | —  | —  |
| 1953–1954     | Toronto Maple Leafs   | NHL           | 58   | 1  | 6   | 7   | 81   | 5  | 0 | 0  | 0  | 2  |
| 1954–1955     | Toronto Maple Leafs   | NHL           | 7    | 0  | 0   | 0   | 8    | —  | — | —  | —  | —  |
| 1954–1955     | Boston Bruins         | NHL           | 59   | 6  | 11  | 17  | 105  | 5  | 0 | 1  | 1  | 4  |
| 1955–1956     | Boston Bruins         | NHL           | 68   | 4  | 16  | 20  | 80   | —  | — | —  | —  | —  |
| 1956–1957     | Boston Bruins         | NHL           | 55   | 2  | 8   | 10  | 55   | 10 | 2 | 3  | 5  | 12 |
| 1957–1958     | Boston Bruins         | NHL           | 33   | 0  | 4   | 4   | 54   | 12 | 0 | 3  | 3  | 21 |
| 1958–1959     | Boston Bruins         | NHL           | 70   | 5  | 16  | 21  | 94   | 7  | 1 | 2  | 3  | 4  |
| 1959–1960     | Boston Bruins         | NHL           | 70   | 4  | 21  | 25  | 66   | —  | — | —  | —  | —  |
| 1960–1961     | Boston Bruins         | NHL           | 57   | 6  | 17  | 23  | 50   | —  | — | —  | —  | —  |
| 1961–1962     | Boston Bruins         | NHL           | 65   | 5  | 18  | 23  | 70   | —  | — | —  | —  | —  |
| 1962–1963     | Boston Bruins         | NHL           | 62   | 2  | 24  | 26  | 48   | —  | — | —  | —  | —  |
| 1963–1964     | Boston Bruins         | NHL           | 65   | 10 | 14  | 24  | 42   | —  | — | —  | —  | —  |
| 1964–1965     | Boston Bruins         | NHL           | 67   | 3  | 10  | 13  | 68   | —  | — | —  | —  | —  |
| 1965–1966     | Boston Bruins         | NHL           | 46   | 0  | 5   | 5   | 34   | —  | — | —  | —  | —  |
| 1965–1966     | Detroit Red Wings     | NHL           | 16   | 0  | 5   | 5   | 16   | 12 | 0 | 1  | 1  | 16 |
| 1966–1967     | Detroit Red Wings     | NHL           | 69   | 4  | 17  | 21  | 78   | —  | — | —  | —  | —  |
| 1967–1968     | Pittsburgh Penguins   | NHL           | 73   | 9  | 13  | 22  | 74   | —  | — | —  | —  | —  |
| 1968–1969     | Minnesota North Stars | NHL           | 28   | 1  | 6   | 7   | 16   | —  | — | —  | —  | —  |
| 1968–1969     | Pittsburgh Penguins   | NHL           | 41   | 5  | 13  | 18  | 26   | —  | — | —  | —  | —  |
| 1969–1970     | Minnesota North Stars | NHL           | 69   | 3  | 12  | 15  | 30   | 3  | 0 | 0  | 0  | 0  |
| NHL összített | NHL összített         | NHL összített | 1150 | 72 | 250 | 322 | 1192 | 54 | 3 | 10 | 13 | 59 |

## Díjai
- Calder-kupa
- All-Star Gála: 1961, 1962, 1964,